# Edward Spencer Beesly
Edward Spencer Beesly ( /ˈ b iː z l i /) né le 23 janvier 1831 à Feckenham (Angleterre) et mort le 7 mars 1915 à St Leonards (Angleterre), est un positiviste britannique, un militant syndical et un historien.

## Biographie
Il est né le 23 janvier 1831 à Feckenham, Worcestershire, fils aîné du révérend James Beesly et son épouse, Mary Fitzgerald, du comté de Queen's, en Irlande . Après avoir étudié le latin et le grec avec son père, à l'automne 1846, il est envoyé au King William's College sur l'île de Man, un établissement évangélique dont l'instruction inadéquate et le ton moral étroit sont plus tard dépeints dans Eric, ou, Little by Little, par son camarade de classe Frederic Farrar.
En 1849, Beesly entre au Wadham College d'Oxford, autre bastion évangélique et centre d'origine du mouvement positiviste anglais . Son flair pour citer l'Écriture cède la place à une rhétorique radicale sous l'influence de son tuteur Richard Congreve, un disciple secret du positivisme d'Auguste Comte. Avec ses amis de Wadham Frederic Harrison et John Henry Bridges, Beesly s'engage activement dans les débats de l'Oxford Union et est reconnu comme comtiste, même si son adhésion à la philosophie française est encore ténue.
Beesly obtient son BA en 1854 et son MA en 1857. Après avoir échoué à obtenir une première classe (il obtient des secondes en modérations classiques et en literae humaniores) ou une bourse, il devient maître assistant au Marlborough College. Son frère Augustus Henry, historien et érudit classique, enseigne également à l'école. Beesly part pour Londres en 1859 pour occuper le poste de directeur de University Hall, une résidence étudiante à Gordon Square desservant University College. L'année suivante, il y est nommé professeur d'histoire et professeur de latin au Bedford College for women, avec un salaire combiné de 300 £. Il a aussi un revenu privé. Sa grande silhouette élancée devient familière dans les salons du Reform Club et de Londres, avec George Eliot et de George Henry Lewes, dont la Fortnightly Review  accueille les articles de Beesly.
Beesly se joint à Congreve, Bridges et Harrison, tous deux maintenant à Londres, pour soutenir la lutte des travailleurs des métiers du bâtiment pour une diminution du temps de travail. Il attaque les théories économiques utilisées par les critiques des syndicats du «nouveau modèle» des années 1860. La notoriété qu'il acquiert culmine en 1867, lorsqu'il déclare au lendemain des "attentats de Sheffield" qu'un meurtre syndical n'est pas pire qu'un autre : il manque de perdre son poste à University Hall et Punch le surnomme "Dr Beastly". Son programme radical comprend la promotion de la solidarité internationale entre les dirigeants de la classe ouvrière. Il participe à l'organisation de la plus importante manifestation pro-syndicale en Angleterre pendant la guerre civile américaine et préside la réunion historique (28 septembre 1864) prônant la coopération entre travailleurs anglais et français en faveur du nationalisme polonais, qui conduit à la formation de l'International Working Men's Association (la Première Internationale), bientôt dominée par son ami Karl Marx.
Les affaires étrangères ont toujours été une passion pour Beesly. Pour International Policy, un volume positiviste publié en 1866, il écrit sur la puissance maritime britannique, affirmant un lien entre le protestantisme et l'immoralité commerciale. Critique de l'impérialisme, il est membre du comité fondé en 1866 pour poursuivre Edward Eyre, gouverneur de la Jamaïque. Beesly et d'autres positivistes suscitent l'hostilité pour avoir préconisé une intervention aux côtés de la France dans la guerre franco-prussienne et pour avoir défendu la commune de Paris. Leurs opinions républicaines trouvent leur expression non seulement dans la presse, mais aussi au centre positiviste de Chapel Street (aujourd'hui Rugby Street) qu'ils ouvrent en 1870 sous la direction de Congreve. Là, ils introduisent les sacrements de la Religion de l'Humanité et publient une traduction coopérative de la Politique positive de Comte . Lorsque Congreve répudie leurs coreligionnaires parisiens en 1878, Beesly, Harrison, Bridges et d'autres forment leur propre société positiviste, avec Beesly comme président, et ouvrent un centre rival, Newton Hall, dans une cour de Fleet Street. Beesly dirige son groupe de discussion politique, qui produit des documents occasionnels. Sa retraite de l'University College en 1893 (il a quitté Bedford College en 1889) lui permet de fonder et d'éditer la Positivist Review .
En 1881, Beesly assiste aux premières réunions de la Fédération démocratique, mais il est rapidement marginalisé et revient au Parti libéral au milieu de la décennie .
En 1869, Beesly épouse Emily, la plus jeune fille de Charles John Crompton, juge du banc de la reine, et de sa femme, Caroline. Les Beesly vivent à University Hall jusqu'en 1882, date à laquelle ils déménagent à Finsbury Park. Mme Beesly n'est pas positiviste - comme le sont ses frères Albert et Henry Crompton - mais elle partage certains des intérêts politiques et historiques de son mari. Il se présente sans succès au parlement en tant que libéral à Westminster en novembre 1885 et à Marylebone en juillet 1886 . Emily Beesly devient présidente de l'association libérale des femmes de Paddington après leur déménagement à Warrington Crescent en 1886. Tous deux prônent l'autonomie irlandaise, lui dans des articles percutants, elle dans de nouvelles paroles pour The Wearing of the Green. En 1878, il publie Catiline, Clodius et Tibère, et elle sort ses Histoires de l'histoire de Rome, écrites pour leurs quatre fils. Elle meurt en 1889, âgée de quarante-neuf ans.
Il publie ensuite soixante-quatorze entrées biographiques sur des personnalités militaires et politiques pour le New Calendar of Great Men des positivistes et Queen Elizabeth, tous deux parus en 1892. En 1901, il se retire au 21 West Hill, St Leonards, Sussex, où il publie des traductions de Comte et continue d'écrire pour la Positivist Review . Il meurt chez lui le 7 juillet 1915 et est enterré au cimetière de Paddington. 